# TCDD 46 051–061
Die Fahrzeuge der Baureihe 46051 waren Schlepptenderlokomotiven der Türkischen Staatsbahn (TCDD) für den Schnellzugverkehr. Sie wurden von Henschel & Sohn in Kassel gebaut. Die elf in die Türkei gelieferten Lokomotiven dieser Baureihe erhielten die Nummern 46051–46061. Die erste Lokomotive wurde 1937 geliefert.

## Geschichte
In der Mitte der 1930er Jahre bestellte die TCDD elf 1’D1’- und zwanzig 1’E-Dampflokomotiven bei Henschel & Sohn in Kassel. Die Baureihen 46051 und 56001 besaßen zum Zweck der Vereinheitlichung identische Kessel und Zylinder und wurden von der damals für die Deutsche Reichsbahn (DR) in Produktion befindlichen Baureihe 41 abgeleitet. Die türkischen Lokomotiven entstanden auf der Grundlage des Einheitslokomotivprogramms der DR und erhielten viele vereinheitlichte Bauteile. Die Konstruktionsänderungen gegenüber der Baureihe 41 betrafen vor allem die Achslast, die von 20 t auf 18 t verringert wurde, und die Kuppelräder, die von 1600 mm auf 1750 mm vergrößert wurden. Lediglich die Treibräder der 46051 waren größer als die der 56001, wodurch die 46051 höhere Geschwindigkeiten erreichte als die 56001.
1937 wurde die erste Lokomotive mit der Nummer 46051 ausgeliefert. 1937 wurden von Henschel insgesamt elf Lokomotiven dieser Baureihe mit den TCDD-Betriebsnummern 46051 bis 46061 geliefert.
Die Lokomotiven erreichten als einzige der TCDD eine Höchstgeschwindigkeit von 100 km/h. Bis zur Ablösung durch Diesellokomotiven zogen sie die hochwertigen Reisezüge auf der Strecke Ankara – Istanbul. Im hochwertigen Reisezugdienst verdrängten sie die langsamere Baureihe 46001.
Ähnlich wie bei den Einheitslokomotiven der DR fiel das Verhältnis der Rohr- zur Strahlungsheizfläche mit 13,1:1 relativ ungünstig aus. Bei der Vorgängerbaureihe 46001 lag es noch bei 9,9:1.

### Erhaltene Lokomotiven
Zwei Lokomotiven der Baureihe 46051 sind erhalten geblieben: 46052, betriebsfähig im Konya-Depot der TCDD und 46059 im Eisenbahnmuseum Çamlık.

## Fahrzeugliste
| Nummer | Baujahr | Hersteller | Fabriknummer |
| ------ | ------- | ---------- | ------------ |
| 46051  | 1937    | Henschel   | 23135        |
| 46052  | 1937    | Henschel   | 23136        |
| 46053  | 1937    | Henschel   | 23137        |
| 46054  | 1937    | Henschel   | 23654        |
| 46055  | 1937    | Henschel   | 23655        |
| 46056  | 1937    | Henschel   | 23656        |
| 46057  | 1937    | Henschel   | 23657        |
| 46058  | 1937    | Henschel   | 23658        |
| 46059  | 1937    | Henschel   | 23659        |
| 46060  | 1937    | Henschel   | 23660        |
| 46061  | 1937    | Henschel   | 23661        |